# Trivial Act
Trivial Act est un groupe de metal progressif norvégien, originaire d'Arendal. Ils citent comme influences des groupes tels que Dream Theater, Fates Warning, Queensrÿche, Voivod ainsi que Judas Priest et Iron Maiden.

## Biographie
Trivial Act est initialement formé en 1992 sous le nom de Cemetery Gates à Arendal, en Norvège, à l'initiative des guitaristes B. Andreassen et H. Salvesen. Il se rebaptise Trivial Act en 1993. L'ancien batteur, Stian Lindaas Kristoffersen, explique que « c'est dans ce groupe que j'ai tout appris. »
Le 27 octobre 1997, le groupe publie son premier album studio, intitulé Mindscape, qui est encensé par le Scream Magazine. Kristoffersen compare le style musical de l'album à celui de Dream Theater. Un mois plus tard, Erik Wroldsen quitte le groupe pour des raisons personnelles, et est remplacé par la suite par le batteur Stian Kristoffersen du groupe Pagan's Mind. Un an plus tard, en 1998, Sven Ole Heggedal quitte le groupe pour les mêmes raisons, et est remplacé par le bassiste Steinar Krokmo (également de Pagan's Mind). Un mois après l'arrivée de Steinar, Håkon Salvesen  quitta le groupe. En 2001, ils enregistrent et publient une démo trois titres, intitulée Thoughts in Lyrics.
Après une longue pause, la groupe commence l'enregistrement d'un prochain album. En novembre 2008, Kim Isaksen quitte le groupe. Trivial Act recherchera un chanteur pour le remplacer. Le groupe ne donne plus signe de vie depuis cette période.

## Membres

### Derniers membres
- Bjørn A. Andreassen – guitare
- Håkon Salvesen – guitare

### Anciens membres
- Steinar Krokmo – basse
- Stian Lindaas Kristoffersen – batterie
- Erik Wroldsen – batterie
- Svend Ole Heggedal – basse (1993–1998)
- Kim Isaksen – chant

## Discographie
- 1997 : Mindscape
- 2001 : Thoughts in Lyrics (démo)